# Юнаев, Аслан Рамазанович
Аслан Рамазанович Юнаев (1989) — российский борец вольного стиля. Мастер спорта России. Призёр чемпионата России.

## Спортивная карьера
Является воспитанником мытищинского СДЮСШОР по единоборствам, выступает под руководством тренера Шамиля Каппушева. В конце июня 2010 года стал бронзовым призёром чемпионата России в Волгограде. 20 октября 2012 года в Хасавюрте стал бронзовым призёром Межконтинентального кубка. В середине июня 2013 года в Красноярске на чемпионате России занял 9 место. 18 мая 2014 года, выступая за Дагестан, занял 5 место на чемпионате СКФО в Хасавюрте. 

## Спортивные результаты
- Чемпионат России по вольной борьбе 2010 — ;
- Межконтинентальный кубок 2012 — ;